# Египетски йероглиф
Египетският йероглиф е символ (йероглиф) от писмената система на Древен Египет, използвана за писане на египетски език.
Според самите древни египтяни йероглифите и самото изкуство на писането на думи им е дарено като знание от бог Тот. Умението да се пише е било високо ценено в древен Египет, понеже за придобиването му се е искало много време – за да се обучи за писар едно момче трябва още от най-ранна възраст да бъде поверено на грижата на духовниците. При това само момчетата от знатни семейства са имали право и възможност да постъпят в училищата към храмовете. Обучението е започвало с писане на йероглифи с пръчица върху глинени плочки, след което се преминава към писане с тръстиково пръчица и мастило върху папирус.
Залезът на йероглифното писмо настъпва при римския император Константин Велики, който през 313 г. налага християнството като официална религия в рамките на Римската империя, в чиито граници по това време е и Египет. Храмовете на древните египетски божества са затворени. Самата религия отдавна върви към своя залез (все пак Египет е управляван последните столетия от гръцката династия на Птолемеите). Но този акт води до загубата на центровете, в които се преписват и четат древните текстове – и оттук до загубата на самото умение да се разчитат йероглифите. За дълги години човечеството ще бъде лишено от способността да чете древноегипетските текстове.
Напредък в разчитането им се осъществява по времето на експедицията на Наполеон. Тогава е разпален интереса на Западната цивилизация към културата на древен Египет. Но дълги години учените във Франция, Англия и Германия ще вървят по грешната насока да приемат йероглифите за нищо повече от идеограми – т.е. картинки без фонетично значение. Голямата крачка при разчитането на йероглифите е намирането на Розетския камък – плоча, съдържаща един и същи текст написан на гръцки, с йероглифно писмо и с йератическо писмо. През 1822 г. Жан-Франсоа Шамполион пръв дешифрира някои от йероглифите – той се справя със задачата с помощта на името „Птолемей“, което е четимо на гръцки и ясно различимо на йероглифния текст, понеже е оградено в картуш. Той доказва, че йероглифите са много повече от картинки на понятия, които се обозначават чрез тях – а именно че те представят и звуци.
Основните групи йероглифи са:
- Идеограми – представят понятието, което изобразяват (напр: слънце, планина, човек, ходя, ям и др.). Обозначават се като след йероглифа се постави детерминираща чертичка (т.е. | – вертикална чертичка)
- Фонограми – представят звук/звуци. В зависимост от това колко звука включват те биват:
  - едносъгласни
  - двусъгласни
  - трисъгласни